# 牧野貞成
牧野 貞成（まきの さだなり）は、戦国時代の武将。東三河地方の国人領主。牛久保城主第2代、通称は民部丞・右馬允・新二郎。牧野成勝の子（実は牧野成種（出羽守）の子、成勝の養子となる）。

## 概要
牧野貞成は東三河の国人のひとつとして、また第二代の牛久保城（愛知県豊川市牛久保町）城主として、三河国宝飯郡を中心に支配領域を持ったが、一方では永正3年（1506年）の侵入以来、東三河地方に進出を始めた今川氏の勢威に父成勝の代には既に服していた。
しかしその後は、他の東三河の国人衆と共に松平氏→今川氏→織田氏→今川氏→徳川氏と従属・離反を繰り返した。そのため中途の弘治2年（1556年）2月には今川義元により牛久保城主の地位を追われ、一族で親今川派の牧野成定に代わられた。

## 生涯
牧野貞成は牧野氏の家譜・系図によると、三河牧野氏の牧野成種の次男（異説に三男、また四男とも）として生まれ、三河国宝飯郡牛窪にあった牛久保城城主の牧野成勝の養子とされる。天文年間初期に成勝より牛久保城主を受け継いだと考えられるが、交代の正確な年は不明。
初めは父と共に駿河国の今川氏に属したが、今川氏は当主今川氏輝が幼弱であったため、その間隙を衝いて貞成は今橋牧野家の牧野信成と共に自立を計るが、享禄2年（1529年）・天文元年（1532年）と西三河岡崎城主の松平清康が東三河に侵攻するとこれに服した。しかし、松平清康が天文4年（1535年）に森山崩れに陣没すると松平氏を離れ、翌5年（1536年）には今川氏輝が急死し、今川氏に死去後の家督継承の争乱も起きたが、結局は今川氏に再属した。
天文15年（1546年）には、氏輝の後継今川義元が貞成の兄で牛窪城（長山一色城）主の牧野保成の要求に応じて東三河に出兵。今川軍は渥美郡にある、かつて牧野氏の属城であった吉田城を陥落させ、戸田氏の手から吉田城を奪還した。しかし、事前に約束されていた牧野氏に対する城の返付は履行されず、吉田城には今川家臣の伊東元実（左近将監）が城代として入城（伊東元実は天文23年頃まで在任して小原鎮実に交替。牧野保成はその間、吉田城へ出仕）。このため、貞成は今川氏に遺恨を含んだとされる（「御家譜」などの記述では、この遺恨により牛久保城を退去し遠江国宇津山城の朝比奈紀伊守のもとに蟄居したともいう）。
弘治2年（1556年）初めには尾張国の織田信長と結んだ吉良義昭の招きにより、義昭の幡豆郡吉良庄の居城西尾城に籠城した。しかし、今川義元はすぐに吉良領に今川方の松平軍を派兵し、荒川山城（八面城）を拠点に西尾城を攻めたため、貞成は牛久保方面へ敗走した。義元により追放され牛久保城主の地位を失っていたと考えられる貞成は蟄居した。
永禄3年（1560年）今川義元が桶狭間の戦いで戦死後、岡崎城に復帰した松平元康（後の徳川家康）が伊奈本多氏一族の本多信俊や宝飯郡大塚（蒲郡市大塚町上中島）の大塚城主・岩瀬吉右衛門を通じて貞成を調略。貞成は永禄4年（1561年）松平元康に服属した。しかし永禄5年（1562年）8月28日、牛久保城主に復帰することなく死去。法名は月江常心大禅門、葬地は愛知県新城市庭野の曹洞宗龍岳院。

## 系譜
- 父：牧野成種
- 母：不詳
- 養父：牧野成勝
- 兄弟：牧野保成（出羽守・田三郎、貞成の実兄）
- 子？：牧野成行（牧野民部と称す、室は菅沼定村娘おみい）
- 養子
  - 男子：牧野成定（1525年 - 1566年） - 右馬允・新次郎、また民部丞を称したともいう、実は牧野氏成の子という。

## 異説
牧野成定・貞成・成守を同一人物とする仮説がある。すなわち、郷土史研究者の大島信雄は『東日新聞』の連載記事「越後長岡と東三河」において、木下武次「牧野氏の系譜について」の記述より、牧野氏の系譜は複雑で難解であるため、牧野成定の前半世は徳川氏に抵抗した貞成として成定とは系譜上書き分けたとする説を紹介している。また、「宮嶋伝記」では、西尾城を守っていたのが、牧野成守となっており、成定と貞成と成守は同一人物であるという。後に、徳川譜代の大名に列した牧野氏にとって、徳川氏に敵対した前半世の歴史のゆえに、幕府に提出する際の系譜上の作為ではないかとして疑問視している。